# IC 663
IC 663 је лентикуларна галаксија у сазвјежђу Лав која се налази на листи објеката дубоког неба у Индекс каталогу.
Деклинација објекта је + 10° 26' 14" а ректасцензија 11h 0m 37,3s. Привидна величина (магнитуда) објекта IC 663 износи 14,4 а фотографска магнитуда 15,4. IC 663 је још познат и под ознакама CGCG 66-87, DRCG 22-36, PGC 33182.